# El último héroe
The Last Hero, A Discworld Fable (traducido como El Último Héroe, Una Fábula del Mundodisco), es una novela corta, y la 27.ª novela de la saga de Mundodisco de Terry Pratchett, publicada en 2001. Ha sido publicada en España por Plaza y Janés, ilustrada (intensamente) por Paul Kidby.

## Argumento
La Horda Plateada, el grupo de bárbaros octogenarios que conocimos en Tiempos interesantes, guiados por Cohen el Bárbaro, se ponen a la tarea de convertirse en los Últimos Héroes. Inspirados por el primer héroe, Mazeda, quien robó el fuego de los dioses (inspirado en la leyenda de Prometeo), planean ser los últimos héroes, devolviéndole a los dioses (de una manera muy explosiva) lo que aquel robó.
Para ello cuentan con la ayuda de Evil Harry Dread (Harry Terror el Malvado), el último de los correctos señores malvados que les dan una oportunidad deportiva a los héroes contra los que se enfrentan (para que estos lo puedan derrotar); y El Bardo, un trovador al que raptan para que cuente la última historia. En el camino también se encuentran con la asimismo octogenaria Vena the Raven-Haired (Vena la de Cabellera de Cuervo), una heroína, resonancia del personaje Xena: la princesa guerrera.
Mientras tanto, la ciudad de Ankh-Morpork se ve trastornada cuando llega un mensaje de las autoridades de Hunghung, la capital del Imperio Ágata, diciendo que el Emperador Ghengis Cohen, anteriormente conocido en el mundo como Cohen el Bárbaro, se encuentra de camino hacia la residencia de los dioses con un aparato de considerable poder destructivo y la intención de, citando sus propias palabras, «devolver lo que fue robado» (en resumen, piden diplomáticamente que los detengan), teniendo en cuenta que la destrucción del Cori Celesti acabaría con la magia (la cual es el elemento que sustenta la existencia de este mundo peculiar) durante años y la vida en el planeta acabaría en pocos meses.
Por lo que el Patricio pone a Leonardo da Quirm a trabajar en una forma rápida de llegar al Cori Celesti, ideando una máquina voladora impulsada a propulsión por dragones de compañía, llamada The Kite (La cometa, debido a la estela de fuego de sus dragones). En ésta van Leonardo, el Capitán Zanahoria y Rincewind (a regañadientes), en una misión para detener a la Horda, ya que haciendo explotar al Cori Celesti destruirán el Disco.

## Traducciones
- El último héroe (España)
- Последният герой (Búlgaro)
- Poslední hrdina (Checo)
- De laatste held (Holandés)
- Le Dernier Héros (Francés)
- Wahre Helden (Alemán)
- Ostatni bohater (Polaco)
- Последний герой (Ruso)